# Hans Rosenthal
Hans Günter Rosenthal (Berlijn, 2 april 1925 - West-Berlijn, 10 februari 1987) was een Duitse presentator, regisseur en entertainer.

## Jeugd en opleiding
Hans Rosenthal groeide op in een Joodse familie in Berlijn-Prenzlauer Berg en maakte als kind de groeiende antisemitische vervolging mee door het nationaalsocialisme. Zijn vader Kurt overleed in 1937 aan nierfalen en zijn moeder Else bezweek in 1941 aan darmkanker. Na haar dood kwamen hij en zijn broer Gert in een weeshuis terecht. Zijn broer werd in 1942 op transport gezet naar een concentratiekamp, waar hij later werd vermoord, evenals andere familieleden. Hans Rosenthal werd door de nazi's tot dwangarbeid veroordeeld en werkte als grafdelver in Neuendorf im Sande bij Fürstenwalde/Spree en als arbeider in een emballagefabriek in Berlijn-Weißensee en Torgelow. In maart 1943 dook hij onder in een Berlijnse volkstuinvoorziening in Berlijn-Lichtenberg en overleefde de Tweede Wereldoorlog.

## Carrière
In 1945 begon hij een opleiding bij de Berliner Rundfunk, waar hij daarna als regieassistent werkte en zich over het eerste hoorspel Nathan der Weise ontfermde. Deels was hij ook in de ondernemingsraad bij zijn werkgever werkzaam, hetgeen echter regelmatig tot conflicten voerde. Derhalve wisselde hij in 1948 naar de RIAS, waar hij zijn radio-carrière startte als opnameleider en amusementsredacteur. Uiteindelijk werd hij een van de populairste quizmasters van amusementsprogramma's in Duitsland. 
Bij RIAS produceerde hij van de jaren 1950 tot 1980 quiz- en amusementsprogramma's bij de radio, meestal ontworpen door hemzelf, waaronder Allein gegen alle, Wer fragt, gewinnt, Kleine Leute, große Klasse, Das klingende Sonntagsrätsel, Spaß muß sein, Opas Schlagerfestival, Da ist man sprachlos, Frag mich was, Die Rückblende, Günter Neumann und seine Insulaner en Spiel über Grenzen. 
Bij de televisie presenteerde hij Gut gefragt ist halb gewonnen, Dalli Dalli, Rate mal mit Rosenthal, KO OK, Alles mit Musik, Eins plus eins gegen zwei, Erinnern Sie sich noch?, Gefragt-Gewusst-Gewonnen, Mal sehn was uns blüht, Quizparade, Hans Rosenthal stellt vor, Zug um Zug, Bitte zur Kasse en Das Schlagerfestival der 20er Jahre. In 1960 was hij voor een jaar hoofd amusement bij Bavaria Film. In 1962 werd hij afdelingsleider amusement bij RIAS.
In 1983 probeerde Rosenthal in de ARD-show Das gibts nur einmal-Noten die verboten wurden, de tijd van het nationaalsocialisme in een amusementsprogramma te verwerken. Hierin toonde hij in een conference, dat hij naast zijn veelzijdige arbeid als quiz- en showmaster ook over jaren gezien politieke cabaretprogramma's vormgegeven en bedacht had. Bij het publiek was hij vooralsnog populair. Hij werd vooral bekend door zijn uitzending Dalli Dalli en zijn steeds terugkerende vraag aan het publiek: <Sie sind der Meinung, das war …?>, waarop het publiek steeds <Spitze!> riep, terwijl hij een kort luchtsprongetje uitvoerde, hetgeen zijn handelsmerk werd.
Ofschoon Rosenthals werkgebied bij de radio en televisie hoofdzakelijk op Duitsland was geconcentreerd, had hij ook enkele uitzendingen in het buitenland geproduceerd. In 1966 verzorgde hij in het Paris Theatre in Londen de uitzending Spaß muß sein, naar aanleiding van de wereldkampioenschappen voetbal. Vanuit Tønder volgde Wer fragt, gewinnt (1970), uit Linz Spaß muß sein (1984) en jaarlijks twee uitzendingen van Dalli Dalli uit Wenen. Een door hem geplande uitzending in Israël kwam niet meer van de grond door zijn vroegtijdige overlijden in 1987. In 1968 kocht hij zendtijd bij een radiozender op Tenerife en produceerde onder de naam DTF (Deutschsprachiger Touristen-Funk) een Duitstalig programma met het doel om voor Duitse toeristen aangepaste reclame te promoten. Het project mislukte na enkele maanden met een persoonlijk verlies van ongeveer 35.000 DM.
Twee door Rosenthal gestichte radio-uitzendingen lopen momenteel in de Deutschlandradio Kultur, namelijk de reeks (Das klingende Sonntagsrätsel), met presentator Uwe Wohlmacher en de stedenquiz Allein gegen alle, die in het kader van de reeks Aus den Archiven eens per maand wordt uitgezonden. Hij engageerde zich sinds de jaren 1960 bij de Zentralrat der Juden in Deutschland, vanaf 1973 was hij lid van de Joodse gemeente in Berlijn en werkzaam in diverse andere sociale projecten. Zijn favoriete vakantieoord was Utersum op Föhr, waarvan hij ereburger werd. Van 1965 tot 1973 was hij president van de voetbalvereniging Tennis Borussia Berlin. In 1980 publiceerde hij onder de titel Zwei Leben in Deutschland zijn memoires.

## Privéleven en overlijden
Hans Rosenthal was sinds augustus 1947 getrouwd met Traudl (1927 – 2016), die hij had leren kennen bij de Berliner Rundfunk en met wie hij twee kinderen had: dochter Birgit (1950) en zoon Gert (1958). Hans Rosenthal overleed op 10 januari 1987 op 61-jarige leeftijd aan de gevolgen van maagkanker. Hij werd bijgezet op het Joodse kerkhof Heerstraße in Berlijn.

## Hans Rosenthal Stichting
De Hans Rosenthal Stichting werd opgericht na zijn dood in 1987, om het werk van <Dalli-Dalli hilft> voort te zetten: Het bijstaan van mensen, die buiten hun schuld in de problemen waren gekomen. De stichting werd gefinancierd uit giften, erfenissen en inkomsten uit evenementen. De oprichters waren Traudl Rosenthal (zijn echtgenote), Gert Rosenthal (zijn zoon), het ZDF, Bernhard F. Rohe (chef RIAS Berlijn), de Joodse gemeente Berlijn, Peter Bachér en Peter Schiwy.
De prijswinnaars van de met 10.000 Euro gedoteerde Hans-Rosenthal-Ereprijs zijn:
- 2003: Karlheinz Böhm
- 2004: Ingeborg Schäuble
- 2005: Christina Rau
- 2006: Ein Herz für Kinder
- 2007: Veronica Ferres
- 2008: Schüler Helfen Leben
- 2009: Peter Maffay
- 2010: Franz Beckenbauer
- 2011: de Kaiserslauterse vereniging "alt – arm – allein"
- 2012: Gesine Cukrowski
- 2013: Het Dudenhofener Kinderhospitium "Sterntaler"
- 2014: Dieter Thomas Heck
- 2016: Daniela Schadt
- 2017: Pirmin Spiegel
- 2018: Jan Josef Liefers
- 2019: Auma Obama

## Onderscheidingen
- 1972: Bundesverdienstkreuz
- 1973: Bambi
- 1975: Goldene Kamera in de categorie Beste spelshow-presentator (2e plaats van de Hörzu-lezerstemming)
- 1980: Goldene Kamera in de categorie Grootste amusementsster (2e plaats van de Hörzu-lezerstemming)
- 1981: Krawattenmann des Jahres
- 1983: Verdienstkreuz 1e Klas van de Bondsrepubliek Duitsland
- 1985: Goldene Kamera in de categorie Beste quizmaster
- 1985: Goldene Europa
- 1986: Telestar (vandaag: Deutscher Fernsehpreis)
- 1988: Naamgeving van een seniorenvrijetijdslokaal in Berlin-Zehlendorf in het Hans-Rosenthal-Huis
- 1993: Naamgeving van het plein voor het RIAS-omroepgebouw (vandaag Deutschlandradio Kultur) in Berlin-Wilmersdorf in Hans Rosenthal
- 1994: De in 1994 ontdekte asteroïde 1994 TL16 werd naar hem benoemd en draagt de naam (100268) Rosenthal
- 1999: Naamgeving van een straat in de buurtschap Neuendorf im Sande van de gemeente Steinhöfel in Brandenburg in Hans-Rosenthal-Straße. Hier bevond zich het Landwerk Neuendorf im Sande, waarin Hans Rosenthal in 1942/1943 dwangarbeid moest verrichten.
- 2000: Onthulling van een gedenksteen aan het geboortehuis van Hans Rosenthal in de Winsstraße 63 (Prenzlauer Berg)
- 2007: Herbenoeming van het sportcomplex Kühler Weg (Berlin-Westend) in Hans-Rosenthal-Sportanlage
- 2011: Aanbrengen van een gedenksteen voor de basisschool aan de Roederplatz in Berlin-Lichtenberg/buurtschap: Fennpfuhl (Bernhard-Bästlein-Straße 22), die eraan herinnert, dat Rosenthal tussen 1943 en 1945 in de zich vroeger daar aanwezige volkstuinvoorziening Dreieinigkeit door drie dappere vrouwen werd verborgen gehouden.
- 2012: Sinds 20 januari 2012 draagt het Stadtbad Berlin-Schöneberg de bijnaam Hans-Rosenthal-Bad. Hier leerde Hans Rosenthal in 1950 – op 25-jarige leeftijd – zwemmen, omdat het voor Joden tijdens de Nazi-periode verboden was, publieke zwembaden te bezoeken.

## Weblinks
- Kulenkampffs Schuhe. Dokumentaire, Duitsland 2018, 92 Minuten, Scenario en regie: Regina Schilling. Geproduceerd in opdracht van de SWR.